# PopCorn (jeu vidéo)
Pour les articles homonymes, voir Pop-corn (homonymie).
PopCorn est un jeu vidéo de type casse-briques, réalisé en 1988 par Christophe Lacaze et Frédérick Raynal.

## Développement et distribution
Le développement du jeu a débuté en 1988 et a duré quatre mois. Christophe Lacaze s'est chargé de la programmation du jeu en assembleur, tandis que Frédérick Raynal s'est occupé de la réalisation des graphismes et des animations en utilisant le programme Neo fonctionnant sur Atari ST.
Au terme du développement, les deux collaborateurs signent leur jeu sous le nom de « LACRAL Software » : un mélange de LACaze et de RaynAL. Toutefois, le marché du jeu vidéo étant encore très peu développé à la fin des années 1980, le jeu n'est pas commercialisé, mais distribué en tant que freeware. PopCorn est ainsi mis à disposition sur plusieurs serveurs en téléchargement gratuit, accompagné d'un document incitant à partager et redistribuer le jeu. Le succès est rapide.
En 1997, PopCorn est redistribué en « bonus » avec le jeu Little Big Adventure 2, supervisé par Frédérick Raynal.
En 2013, PopCorn revient sous le nom PopCorn 1988. Ce remake proposé par Frédérick Raynal est disponible en version iOS et Android, sur les différents stores ainsi qu'en version flash et PC Windows sur le site du studio Ludoïd.

## Caractéristiques
PopCorn a une résolution de 320 × 200 pixels, avec un affichage en quatre couleurs (noir, blanc, bleu clair et rouge) selon la norme CGA (le rouge devient rose-magenta sur les standards EGA et VGA pour des raisons de compatibilité limitée). Le but du jeu est de détruire l'ensemble des briques apparaissant à l'écran grâce à une balle que le joueur doit garder à l'intérieur de la zone de jeu grâce à une « raquette ». Lorsque toutes les briques de l'écran ont été détruites, le joueur passe au niveau suivant, a priori plus difficile que le précédent. 50 niveaux sont disponibles. Jusqu'à neuf joueurs peuvent jouer en alternance.
La « raquette » peut être contrôlée aussi bien avec la souris que le clavier. De nombreux « bonus » sont disponibles : certaines briques, une fois cassées, laisseront tomber des éléments aux propriétés variées, marqués d'une lettre. Ainsi, certains éléments apporteront une « vie » supplémentaires au joueur, d'autres lui offriront la possibilité de faire adhérer la balle à la raquette ou d'allonger cette dernière, etc. Le joueur gagne des points à chaque brique cassée, ainsi que lorsqu'il réussit à détruire certains éléments animés se déplaçant de manière aléatoire sur chaque tableau. Les meilleurs scores réalisés avec le jeu sont enregistrés dans la mémoire de masse et consultables dans un tableau de classement.